# Taulupe Faletau

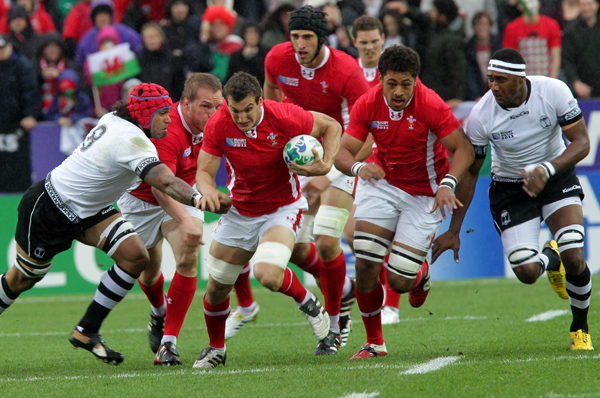
Faletau podczas Pucharu Świata 2011 (po prawej, w czerwonej koszulce)

Taulupe „Toby” Faletau (ur. 12 listopada 1990 r. w Tofoi na Tonga) – walijski rugbysta tongijskiego pochodzenia występujący na pozycji wiązacza. Reprezentant kraju i dwukrotny uczestnik pucharu świata.

## Młodość
Urodzony na Tonga Taulupe jest synem Kulego Faletau, reprezentanta Tonga w rugby i uczestnika Pucharu Świata w 1999 roku. Kiedy w 1998 Kuli przeniósł się do Ebbw Vale, wraz z nim do Walii przeprowadził się siedmioletni Taulupe.
Grę w rugby Faletau rozpoczął w drużynie New Panteg R.F.C. z Pontypool, a następnie trenował z zespołem RTB Ebbw Vale R.F.C. (pierwotnie występował na pozycji skrzydłowego). W tym czasie uczęszczał do Pontnewynydd Primary School i Trevethin Comprehensive School w Pontypool. W wieku 16 lat przeniósł się do angielskiego Bristolu, gdzie trafił do Filton College. Równolegle trenował w Bristol Academy of Sport.
Z uwagi na trudne do wymówienia polinezyjskie imię w dzieciństwie rówieśnicy nazywali go „Toby”, które to zdrobnienie przylgnęło do Tongijczyka na kolejne lata. W 2014 roku Faletau zwrócił się z prośbą, by w oficjalnych publikacjach podawać jego pełne imię, Taulupe. Jednocześnie przyznał, że nie przeszkadza mu nazywanie go Tobym.

## Kariera klubowa
W trakcie gry w Bristolu Faletau został zauważony przez skautów Newport Gwent Dragons i został włączony do akademii tej drużyny. Wkrótce młody zawodnik rozpoczął też rywalizację wśród seniorów – w sezonie 2009/2010 debiutował w  miejscowej ekstraklasie w drużynie Cross Keys R.F.C., a pod koniec 2009 roku wystąpił również w kilku spotkaniach Newport R.F.C.. Niemal natychmiast został włączony do składu Dragons rywalizujących w Celtic League. Już w pierwszym sezonie w barwach „Smoków” wystąpił ośmiokrotnie.
Kariera Toby’ego rozwijała się błyskawicznie, czego najlepszym dowodem jest wyśmienita forma w sezonie 2010/2011 i liczne nagrody, jakie wówczas otrzymał. 
W październiku 2013 roku zawodnik przedłużył kontrakt z Newport Gwent Dragons do czerwca 2016 roku.
Do największych sukcesów klubowych Faletau należy z pewnością awans do półfinału European Rugby Challenge Cup w 2015 roku, gdzie jednak Dragons ulegli Edinburgh Rugby.
Pod koniec sezonu 2014/2015 pojawiły się liczne doniesienia medialne łączące Faletau z klubami English Premiership, głównie z Bath Rugby. Niemniej ostatecznie do przenosin nie doszło, prawdopodobnie także z uwagi na tzw. „Prawo Gatlanda” – ówczesny selekcjoner reprezentacji Warren Gatland w porozumieniu z walijskimi władzami rugby ustalał niewielki limit zawodników występujących na co dzień poza Walią, którzy mogą być powołani do reprezentacji. Co więcej selekcjonerowi przysługiwało prawo zatwierdzania transferów zawodników, którzy związani byli obowiązującymi kontraktami z krajową federacją, zaś sam Gatland sceptycznie wypowiadał się na temat przenosin Faletau do Anglii.

## Kariera reprezentacyjna
Mając na koncie trzy mecze w barwach Newport Gwent Dragons, w 2010 Faletau otrzymał powołanie do reprezentacji Walii do lat 20 na młodzieżowy Puchar Sześciu Narodów. W czerwcu tego samego roku wziął udział w rozgrywanych w Argentynie Mistrzostwach Świata U-20.
Imponujące występy w drużynie młodzieżowej zaowocowały powołaniem do dorosłej kadry na Puchar Sześciu Narodów 2011, w którym jednak nie wystąpił z uwagi na kontuzję kostki. Ostatecznie swój debiut Faletau zaliczył w uznanym za oficjalne czerwcowym spotkaniu z Barbarians. Mając na koncie zaledwie trzy występy w drużynie narodowej, urodzony na Tonga 20-latek otrzymał powołanie na Puchar Świata. W trakcie turnieju wystąpił we wszystkich siedmiu meczach reprezentacji Walii, która ostatecznie zajęła czwarte miejsce. Dodatkowo zdobył dwa przyłożenia (w tym w meczu pierwszej kolejki z Południowa Afryką) i wykonał 75 szarż (wszystkie skuteczne). Turniejem tym ugruntował swoje miejsce w drużynie narodowej – przez kolejne lata prezentował bardzo wysoką i równą formę, dzięki czemu występował w niemal wszystkich meczach walijskiej reprezentacji.
W 2012 roku wraz z walijską kadrą podczas Pucharu Sześciu Narodów wywalczył Wielki Szlem, a rok później z zaledwie jedną porażką zdołał obronić tytuł mistrzowski.
Również w 2013 roku Toby znalazł się w składzie British and Irish Lions, drużyny która wówczas rywalizowała z Australią – wystąpił w ostatnim z trzech test-meczów.
W sierpniu 2015 Faletau został powołany na swój drugi Puchar Świata, który rozgrywany był w Anglii.
W maju 2021 roku ogłoszono, że zawodnik znalazł się w składzie British and Irish Lions na serię spotkań w Południowej Afryce.

## Wyróżnienia
- Nagroda dla najlepszego debiutanta Welsh Premier Division w sezonie 2009/2010[23]
- Nagroda dla najlepszego młodego gracza Celtic League w sezonie 2010/2011[2][11]
- Nagroda dla najlepszego młodego gracza według Welsh Rugby Writers’ Association w sezonie 2010/2011[2][11]
- Nagroda dla najlepszego młodego gracza według Welsh Rugby Players Association w sezonie 2010/2011[2][11][24]